# Kiemenergie
De kiemenergie is een maat voor de snelheid van kiemen en de vitaliteit van het zaad. De kiemenergie wordt op dezelfde manier bepaald als de kiemkracht, maar dan in een kortere periode.